# Khlyst
Khlyst - utworzony w 2006 amerykański zespół muzyczny grający drone metal i doom metal.

## Obecny skład zespołu
- Runhild Gammelsæter - śpiew, autorka tekstów
- James Plotkin - gitara elektryczna
- Tim Wyskida - perkusja

## Dyskografia[1]
- Chaos is My Name (CD, Hydra Head Records, 2006)[2]

1. I - 2:44
2. II - 7:50
3. III - 1:45
4. IV - 2:00
5. V - 3:53
6. VI - 7:13
7. VII - 6:16
8. VIII - 4:53

- Chaos Live (DVD, Hydra Head Records, 2008)[3]

1. I - 2:44
2. II - 7:50
3. III - 1:45
4. IV - 2:00
5. V - 3:53
6. VI - 7:13
7. VII - 6:16
8. VIII - 4:53